# Bund Heimat und Volksleben
Der Bund „Heimat und Volksleben“ ist ein 1948 gegründeter Dachverband für Trachten- und Brauchtumsvereine im Gebiet des alten Landes Baden. Räumlicher Schwerpunkt seiner Tätigkeit ist der Regierungsbezirk Freiburg. Er gilt als Deutschlands größter Dachverband für Trachtenwesen.

## Beschreibung
Der Verein „setzt sich für die Erhaltung, Pflege und Förderung des bodenständigen Volkslebens ein, das sich insbesondere in Tracht, Lied, Musik, Tanz, Mundart, Sitte und Brauchtum äußert“. Das Verbandsgebiet reicht vom Bodensee bis an die Bergstraße. Neben den 200 Mitgliedsvereinen, die ihrerseits etwa 13.000 Mitglieder haben, hat der Bund ca. 300 Einzelmitglieder und über 150 korporative Mitglieder (Landkreise, Gemeinden etc.). Schwerpunkt der Referententätigkeit des Bundes sind die Trachtenberatung und der Volkstanz.

## Geschichte
Der Verein knüpft an die durch den Pfarrer und Schriftsteller Heinrich Hansjakob begründete Tradition der Trachtenpflege an. In Folge von dessen 1892 veröffentlichter Schrift Unsere Volkstrachten – ein Wort zu ihrer Erhaltung, wurde 1895 der Badische Volkstrachtenverein gegründet.
Ursprung des heutigen Vereins ist die von Gottlieb Reinbold und Josef Siebold im März 1948 gegründete Arbeitsgemeinschaft Schwarzwälder Volksleben, damals noch mit Genehmigung der französischen Militärregierung. Sie führte 1949 ihren ersten „Schwarzwälder Heimattag“ in Freiburg durch und nannte sich ab Mai 1949 Bund „Heimat und Volksleben“. Leo Wohleb, der Staatspräsident des Landes Baden, förderte den Verein, wie auch andere Vereinigungen, die der Pflege der badischen Identität dienten und damit seine Bestrebungen zur Erhaltung eines Bundeslandes Baden unterstützten. In den 1960er-Jahren fungierte Friedrich Maximilian Prinz zu Fürstenberg als Protektor des Vereins. Der Verein zeichnete verdiente Trachtenschneiderinnen aus und half Brautpaaren und anderen bei der Beschaffung von Trachten. Bis in die 1970er Jahre setzte sich der Verein gegen die Verwendung der Tracht in der Werbung und der Fasnacht ein, da man die Tracht als „Verkleidung“ ablehnte. Ab den 1970er Jahren gab es ein Umdenken, da kaum noch Menschen im Alltag Tracht trugen. Stattdessen empfahl der Verband in seiner Zeitschrift Lichtgang 1970, originale Trachtteile zu sammeln und museal zu verwahren. 1983 umfasste der Bund „Heimat und Volksleben“ 140 Mitgliedsgruppen, 600 Einzel- und über 140 korporative Mitglieder.  Seit 2011 ist Bernhard Prinz von Baden der Protektor des Bundes.

## Tätigkeit
Der BHV veranstaltet mit seinen Mitgliedsvereinen – insbesondere in den Landkreisen des Regierungsbezirks Freiburg – seit 1975 Kreistrachtenfeste. Er ist Mitglied im Landesverband der Heimat- und Trachtenverbände Baden-Württemberg e.V. und ist damit auch im Deutschen Trachtenverband vertreten. Seit 2002 gibt es einen eigenen Verein für die „Trachtenjugend“ im Bund „Heimat und Volksleben“ e.V. (TJBHV), der auch Mitglied der Trachtenjugend Baden-Württemberg e.V. ist.
Der Bund ist überdies Mitglied im Arbeitskreis Alemannische Heimat e.V., Freiburg im Breisgau.
Seit 1949 werden in Freiburg Neujahrsbesuche bei Regierungspräsident, Landrat und Erzbischof durchgeführt, wobei jeweils etwa 140 Trachtenträger beteiligt sind. Es werden Volkstanzkurse für Kinder und Erwachsene und „Offenes Volksliedersingen“ organisiert. Seit 1956 unterhält der Bund ein Mundart-Theater-Archiv.
Der Verein gibt seit Mai 1949 die Zeitschrift Der Lichtgang – Blätter für Heimat und Volksleben mit einer Auflage von 2.500 Exemplaren heraus.
Überdies wird jährlich ein sogenanntes „Trachtenbuch“ publiziert, das Namen und Kontaktdaten des Vereins und der etwa 200 Mitgliedsvereine enthält.